# Isidoro Martínez Llamazares
Isidoro Martínez Llamazares (geboren am 30. Juni 2000 in León) ist ein spanischer Handballspieler, der auf der Spielposition Rückraum Mitte eingesetzt wird.

## Vereinskarriere
Martínez spielte bis 2018 in seiner Geburtsstadt bei Ademar León, ab 2018 war er bei Bathco BM. Torrelavega aktiv, mit dessen erster Mannschaft er in der Saison 2021/2022 in der Liga Asobal debütierte. Sein Vertrag beim Verein aus Torrelavega läuft bis 2024.

## Auswahlmannschaften
Am 24. Juni 2016 lief Martínez erstmals für eine spanische Auswahlmannschaft auf. Für die promesas selección bestritt er bis Juli 2017 insgesamt sieben Spiele, in denen er 24 Tore warf. Mit dieser Auswahl trat 2017 er beim Europäischen Olympischen Jugendfestival in Győr an.
Von Oktober 2017 bis August 2019 stand er in 33 Spielen der Jugendnationalmannschaft Spaniens auf dem Feld und warf dabei 53 Tore. Mit der Auswahl nahm er an der U-18-Europameisterschaft 2018 und der U-19-Weltmeisterschaft 2019 teil.
Für die Junioren-Nationalmannschaft absolvierte er im Januar 2020 drei Länderspiele, in denen er neun Tore erzielte.

## Privates
Sein Bruder Antonio Martínez spielt ebenfalls Handball.